# Graberanec
Graberanec – wieś w Chorwacji, w żupanii zagrzebskiej, w mieście Vrbovec. W 2011 roku pozostawała niezamieszkana.